# División Intermedia (Callao) 1932
La División Intermedia del Callao, fue la segunda categoría del fútbol del Callao, debajo de la Primera División Provincial del Callao. Fue la primera edición del campeonato, llevado a cabo en 1932.

## Historia
En la primera edición, tanto Primera División Provincial del Callao y la División Intermedia del Callao, estaba conformada por los equipos mayoría de equipos de Chalacos que se separaron de la Liga Provincial de Fútbol de Lima en sus diferentes categorías. No hubo descenso.
Los clubes Federico Fernandini y Club Sportivo Jorge Chávez logran el campeonato y subcampeonato respectivamente. Adicionalmente,  el ascenso a la Primera División Provincial del Callao de la temporada 1933. Mientras el resto de equipos participan en la División Intermedia de 1933.

## Equipos participantes
- Federico Fernandini
- Sportivo Jorge Chávez
- Telmo Carbajo
- Porteño
- Unión Estrella

## Enlaces
- División Intermedia del Callao 1932